# ماتيو سميث
ماتيو سميث (بالإنجليزية: Matt Smith)‏ (7 يونيو 1989 برمنغهام المملكة المتحدة - ) هو لاعب كرة قدم بريطاني يلعب كمهاجم.

## وصلات خارجية
ماتيو سميث على موقع قاعدة بيانات كرة القدم.إي يو (الإنجليزية)
- ماتيو سميث على موقع Soccerbase.com (لاعب) (الإنجليزية)
- ماتيو سميث على موقع Soccerway.com (الإنجليزية)